# 近藤大生
近藤大生（こんどう もとお、1933年9月10日- ）は、日本の教育社会学者、大阪教育大学名誉教授。専攻は教育社会学、教育学。
1956年鳥取大学医学部進学課程修了、59年同学芸学部卒、1964年広島大学大学院教育学研究科博士課程満期退学、広大教育学部助手、1966年大分県立芸術短期大学助教授、1968年大阪教育大学講師、70年助教授、80年教授。90-96年大阪教育大学附属池田小学校長、1999年定年退官、名誉教授、京都光華女子大学教授、大阪青山大学教授、2014年退職。
2014年11月瑞宝中綬章受章。

## 著書
- 『自由に楽しむ四季の句 季語にこだわりながら』北樹出版 2010
- 『季節の素描 自由な詩への習作』北樹出版 2011
- 『季感 独学のすすめ』北樹出版 2012

### 共編著
- 『職業と教育 職業指導論』有本章共編著 福村出版 1980
- 『現代社会と教育』有本章共編著 福村出版 1984
- 『現代の職業と教育 職業指導論』有本章共編 福村出版 1991
- 『幼児教育の窓 放送教育と共に』大阪府私立幼稚園連盟共編著 遊タイム出版 2002